# Saliya Kahawatte

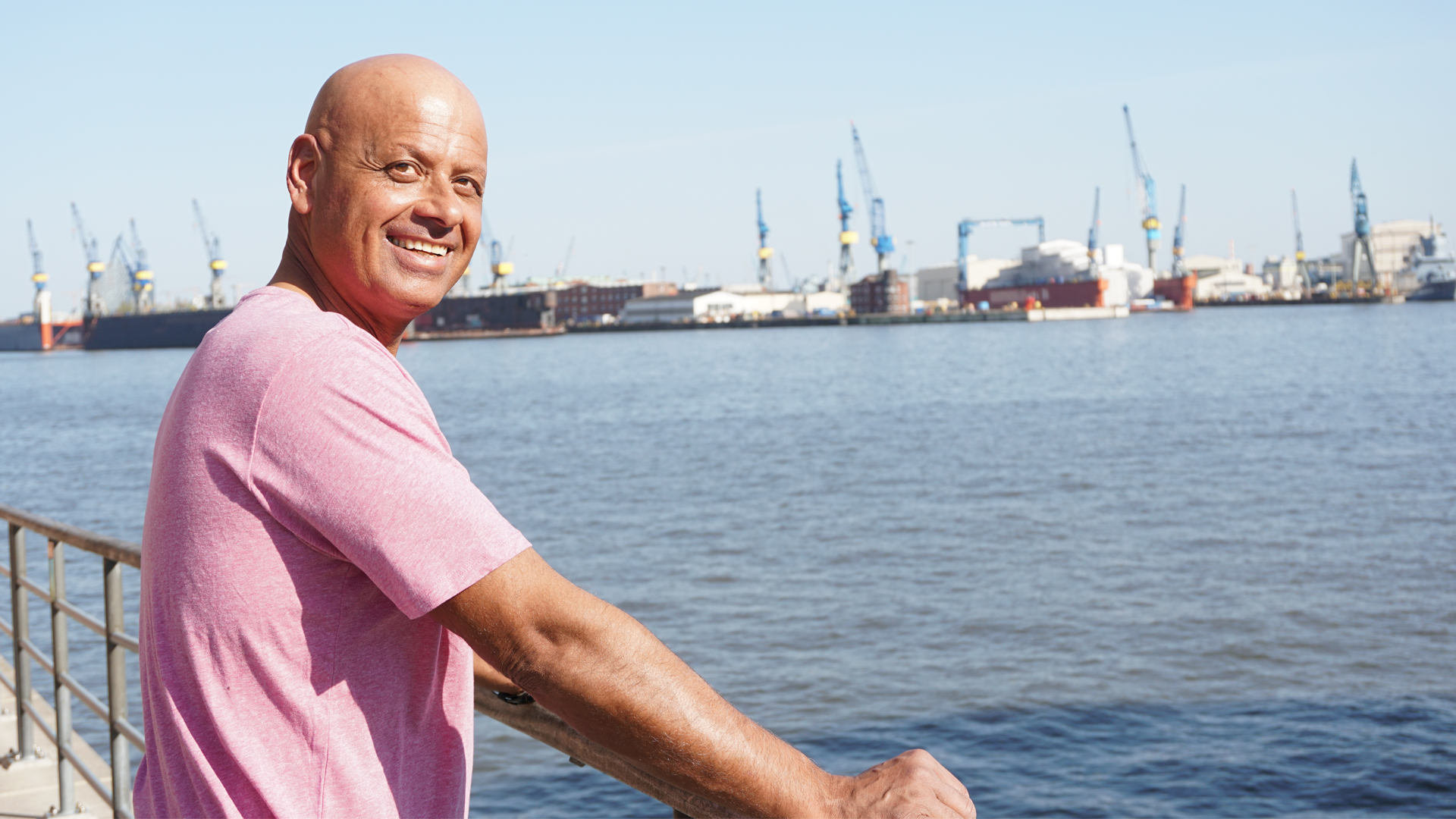
Saliya Kahawatte (2020)

Saliya Kahawatte (* 6. Dezember 1969 in Freiberg, DDR) ist ein deutscher Unternehmer und Autor.

## Leben
Saliya Kahawatte ist Sohn einer Deutschen und eines Singhalesen (Sri Lanka). In seinem dritten Lebensjahr siedelte die Familie aus der DDR in die damalige Bundesrepublik, in die Nähe von Osnabrück um, wo er aufwuchs. Mit 15 Jahren verlor er den Großteil seines Sehvermögens durch eine progressive Netzhautablösung. Trotz seiner hochgradigen Sehbehinderung schaffte er das Abitur auf der Regelschule, absolvierte eine Ausbildung zum Hotelfachmann und machte Karriere in der Hotellerie und Gastronomie. Jahrelang verschwieg er seine Behinderung, litt aber unter dieser Lebenslüge und wurde schwer suchtkrank und depressiv.
Nach einer Auszeit und einem Studium der Hotelbetriebswirtschaft legte er 2006 seine Behinderung in seinen Bewerbungen offen und fand keinen geeigneten Arbeitgeber. Kahawatte bezog daraufhin Arbeitslosengeld II und beschloss, seinen Makel zur Marke zu machen. Ohne finanzielle Mittel gründete er das Unternehmen minusVisus. Der Firmenname ist eine Wortschöpfung aus den Wörtern „minus“ und „Visus“ und soll sein Handicap in seinem Firmennamen verankern. Ende 2018 benannte er sein Unternehmen in Saliya Projects GmbH um.
Nachdem 2009 seine Autobiografie „Mein Blind Date mit dem Leben“ erschienen war, folgten zahlreiche TV-Auftritte im deutschsprachigen Fernsehen.
Im August 2015 erhielt Kahawatte die Auszeichnung „Beachtenswerter Lebensweg eines Unternehmers mit Behinderung“ von der Stiftung Lebensspur e.V. in Köln. Im darauffolgenden Jahr erschien sein erstes Kochbuch.
Seine Lebensgeschichte wurde verfilmt und kam unter dem gleichnamigen Titel Mein Blind Date mit dem Leben am 26. Januar 2017 in die deutschen Kinos. Er wurde dabei von Kostja Ullmann verkörpert. Im Juli 2017 erschien seine Autobiographie als Hörbuch und wurde im Jahr 2020 von Regisseur Stefan Zimmermann für die Bühne adaptiert. Die Uraufführung fand am 22. Oktober 2020 in Fellbach bei Stuttgart statt.
Kahawatte lebt und arbeitet in Hamburg.

### Sonstige Projekte
Kahawatte engagiert sich für die soziale Inklusion von sehbehinderten, hochgradig sehbehinderten und blinden Menschen mit dem von ihm gegründeten gemeinnützigen Verein Saliya Foundation e.V.
Zusätzlich plädiert er für mehr Autonomie im Alltag von sehbehinderten, hochgradig sehbehinderten und blinden Menschen. Hierzu nutzt Kahawatte ein digitalgestütztes Kamerasystem an seiner Brille, über dessen vielfältige Einsatzmöglichkeiten er medial berichtet hat.

## Fernsehauftritte

### Auswahl-Deutschland
- Darf er das? – Die Chris Tall Show (RTL): 4. November 2018[11]
- Spektakulär (RTL): 2. Juli 2017[12]
- Menschen – das Magazin (ZDF): 15. April 2017[13]
- ZDF-Mittagsmagazin: 1. März 2017[14]
- 21 Schlagzeilen – Die unglaublichsten Karrieren (Sat.1): 1. März 2017[15]
- Kölner Treff (WDR): 3. Februar 2017[16]
- Leute (SWR1): 29. Januar 2017[17]
- DAS! (NDR): 29. Januar 2017[18]
- Abenteuer Leben – Hoffmann gegen den Rest der Welt (Kabel 1): 26. Januar 2017[19]
- Metropolis (Arte): 22. Januar 2017[20]
- 37 Grad (ZDF): 2014[21]
- Galileo (Fernsehsendung) (Pro7): 2013[22]
- Spiegel TV (Vox): 2011[23]

### Auswahl-Schweiz
- Talk Täglich (Tele Züri): 16. Februar 2017[24]
- Top Talk (Tele Top): 15. Februar 2017[25]
- 10vor10 (Schweizer Fernsehen): 30. Januar 2017[26]
- Aeschbacher (Schweizer Fernsehen): 29. April 2010